# Larrocha (cratère)

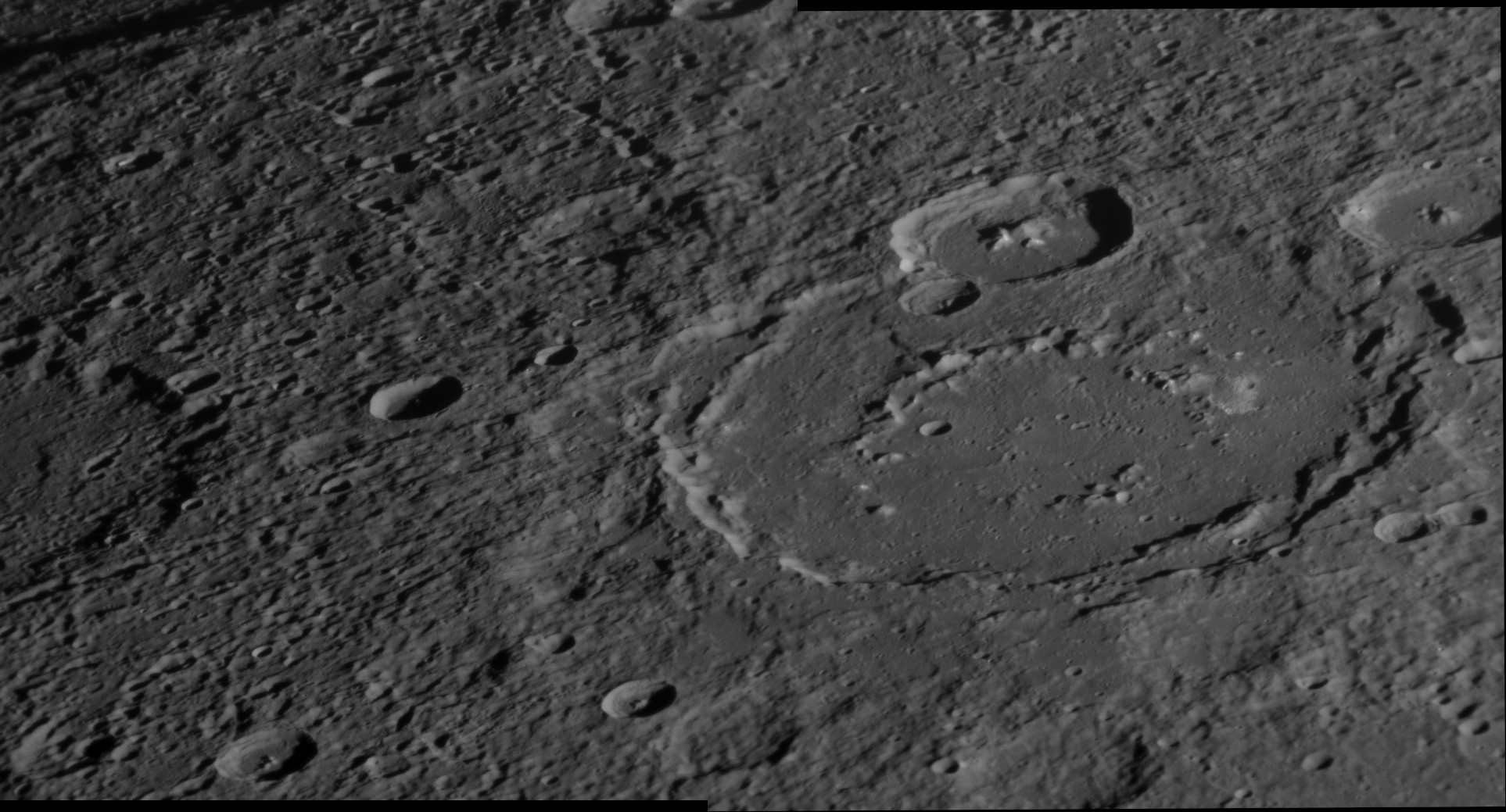

Larrocha est un cratère d'impact présent sur la surface de Mercure. 
Le cratère fut ainsi nommé par l'Union astronomique internationale en 2013 en hommage à la pianiste espagnole Alicia de Larrocha. 
Son diamètre est de 196 km. Il se situe dans le quadrangle de Victoria (quadrangle H-2) de Mercure.